# Осада Ковно (1362)
Осада Ковно 1362 года — боевые действия, в ходе которых крестоносцы Тевтонского ордена и подконтрольного ему Ливонского ордена стремились взять город Ковно, расположенный на территории Великого княжества Литовского.

## Предыстория
Войны Великого княжества Литовского и крестоносцев проходили с XIII века. В 1337 году император Священной Римской империи Людовик IV Баварский издал привилей, согласно которому он передавал крестоносцам части земель ВКЛ — Жемайтию, Куронию, Литовскую Русь. Однако эти земли не были подконтрольны данному императору и крестоносцам нужно было их ещё завоевать. Ситуация для Великого княжества Литовского ухудшилась в 1343 году, так как Орден заключил мирный договор с Королевством Польским, после чего усилил военное давление на Литву. Произошло увеличение масштабов их походов. Вместе с тем, если с начала XIV века и до 1343 года походы крестоносцев были направлены в основном на Жемайтию, Гродно и Новогрудок, то в период правления великого князя литовского Ольгерда главным объектом нападения являлась Жемайтия. Вместе с тем, происходили походы и на Вильно, Троки, а также на часть региона Литовской Руси — Верхнее Понеманье.
В 1345 году Ольгерд смог сорвать самую внушительную экспедицию крестоносцев (по состоянию на 1345 год), распространив ложные слухи о своем наступлении и заставив рыцарей перейти к обороне. Когда часть из них покинула Орден, литовцы провели крупный поход в Ливонию, в это время против Ливонского ордена восстали ливы, но Ольгерд не стал с ними сотрудничать и убил их предводителя. В итоге Ливонский орден до 1358 года не нападал на Литву, за исключением похода в 1348 году. Однако в 1348 году объединённые силы крестоносцев нанесли войскам ВКЛ тяжелое поражение в битве на Стреве. В 1352 году великим магистром Тевтонского ордена стал Винрих фон Книпроде, при нём нападения крестоносцев на литовское порубежье усилились и стали проходить чаще.

## Поход крестоносцев 1362 года

### Подготовка крестоносцев к походу
В 1361 году великий магистр Тевтонского ордена Винрих фон Книпроде вел подготовку к походу войск Тевтонского ордена и подконтрольного ему Ливонского ордена (или Ливонского ландмейстерства). В 1359—1361 годах тевтонские рыцари не совершали походов на ВКЛ. Две свои военные экспедиции они решили приостановить в этот период, не атаковав противника. Ливонские рыцари, после нападения на них со стороны литовцев в 1361 году, совершили рейд в Северную Литву в том же году. Значительным событием 1361 года было то, что в ходе случайного столкновения крестоносцы смогли взять в плен Кейстута (брата правителя ВКЛ Ольгерда). Он был ведущим литовским военачальником, в результате этих событий он был устранен на полгода, что было выгодно Ордену. Хотя в ноябре 1361 года Кейстут смог сбежать из плена. На протяжении 1361 года Тевтонский орден проводил разведку, его разведчики детально обследовали окрестности города Ковно. Тевтонцы провели тщательную техническую подготовку для этой войны. В этом походе на стороне Тевтонского ордена приняли участие рыцари из Англии, Германии, Италии. Для боев за город Тевтонский орден подготовил огромные тараны, крытые галереи и зажигательные башни.

### Ковно
Город Ковно, который планировал захватить Винрих фон Книпроде, в то время состоял из двух частей: замок и город. Замок был построен на высоком берегу реки Неман, недалеко от её слияния с рекой Вилия. Это место было крайне удобно для обороны и обозрения окрестностей.

### Осада Ковно
Боевые действия начали войска Тевтонского ордена. В середине марта 1362 года их войско и флот во главе с великим магистром Винрихом фон Книпроде достигли города Ковно. Крестоносцы отрезали Ковенский замок от берега реки Неман рвом, соединившим Неман с р. Нярис и усиленным валами и изгородью. Тем не менее, изначально город не был полностью окружен. В это время деблокировать город попыталось войско Великого княжества Литовского во главе с Кейстутом. Однако тевтонские рыцари отбили эту атаку и отбросили литовскую армию от города. После чего возвели укрепления для более успешной обороны от атак с тыла. Позднее новую попытку снятия осады Ковно предпринял великий князь литовский Ольгерд, но его армия не смогла выполнить эту задачу. Однако ему удалось затянуть осаду на две недели, пока кольцо окружения полностью не сомкнулось.
Гарнизоном Ковно руководил сын Кейстута Войдат. В состав гарнизона Ковно входили не только литовцы, но и русские стрелки. Литовский историк Э. Гудавичус отмечает то, что литовцы уже стали стрелять из луков и изготавливать стрелы. Крепость войска Тевтонского ордена штурмовали две недели. В ходе боевых действий крестоносцам удавалось пробить бреши в стенах, но литовцы успевали их заделывать.
10 апреля 1362 года к крестоносцам по реке Неман прибыло войско Ливонского ордена. После этого войска крестоносцев стали штурмовать Ковно посменно. 16 апреля они взяли Ковенский замок. Несколько сотен солдат гарнизона оказывали сопротивление до последнего, в плен попали 36 человек во главе с самим Войдатом, бросившихся на прорыв (их жизни спасло лишь высокое положение командира).
Впрочем, крестоносцы не решились закрепляться в Ковно. 18 апреля 1362 года они ушли в Пруссию. Армия ВКЛ не стала преследовать противника, решив не рисковать. В ходе этой осады город Ковно был разрушен.

## Последствия
Литовский историк Э. Гудавичус оценивает осаду Ковно как качественно совершенно новую операцию, обозначившую новый этап войны. В ходе боев за Ковно литовское войско продемонстрировало прогресс в своей военно-технической подготовке. Однако оно сильно отставало от Тевтонского ордена. В то же время Тевтонский орден также затронули последствия этой осады: в течение года после битвы Орден не предпринимал походов против ВКЛ. Однако Ливонский орден смог продолжить походы на литовские земли уже в 1362 году. Тевтонско-литовские войны продолжались, происходили некоторые изменения в направлениях походов крестоносцев.